# 提案

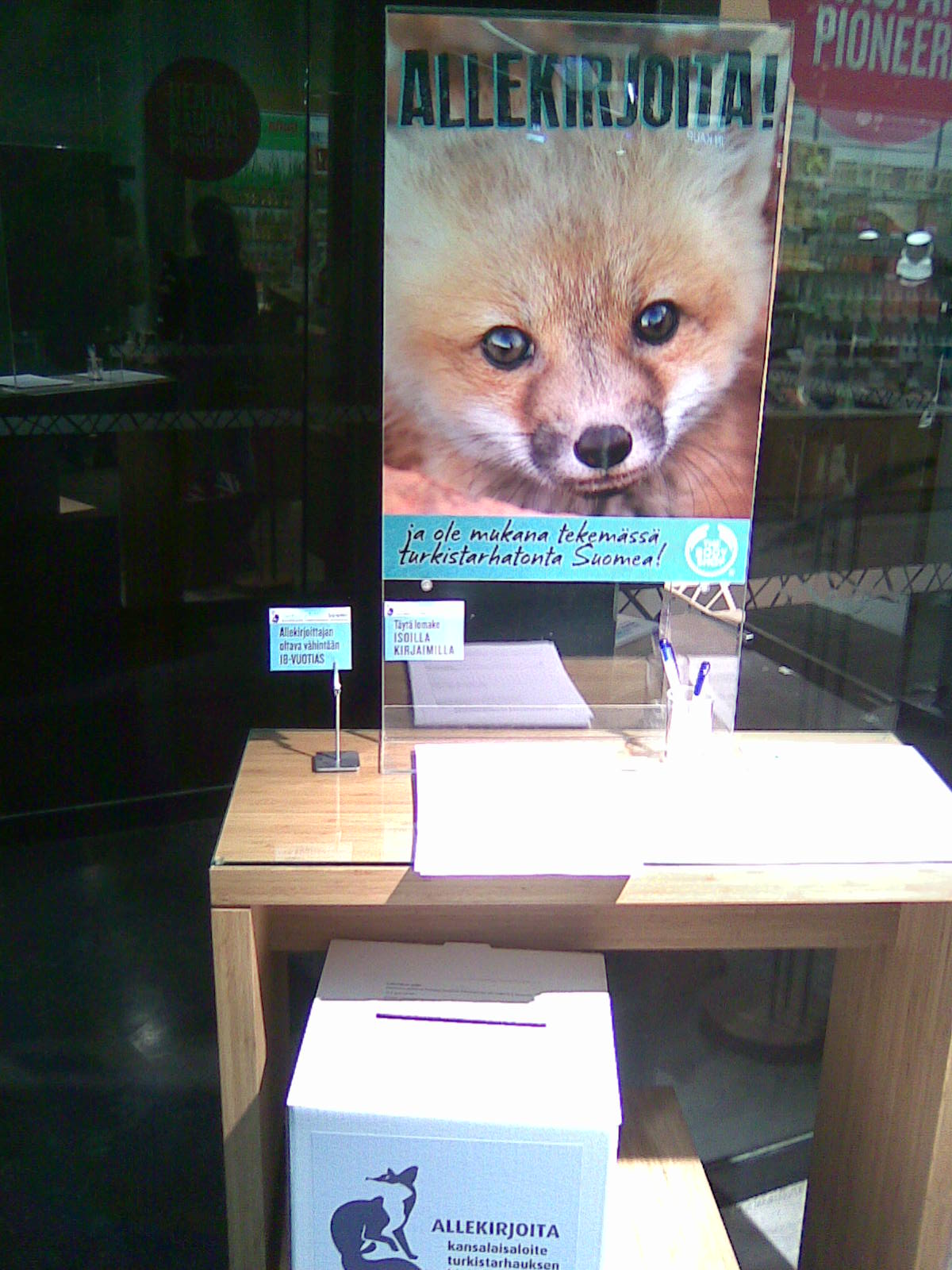
芬蘭禁止毛皮養殖的公民提案: 在赫爾辛基的一個簽名收集點。

提案權（英語：Initiative），又稱人民提案權（Popular Initiative），或公民提案權（citizens' initiative），是一種公民請願權力，在得到多數人的連署後，就可強迫政府進行公民投票程序。提案權是直接民主的形式之一，對象是某個法規、憲法修正案（Constitutional amendment）、憲章修正案（charter amendment）或地方規章（Local ordinance），或是直接針對政府或國會，要求他們考慮人民的意見。
孫中山於三民主義中曾提出創制權，是人民政權的一部份，於《中華民國憲法》中保障為人民固有權利。這個概念常被認為與提案或倡議接近。

## 分類
提案，可分成直接提案權與間接提案權兩者。直接提案權，是指當公民完成提案之後，馬上會進入公民投票程序。間接提案權，則是在公民完成提案之後，還需要立法機關對它進行審查，只有在立法機關不反對的前提下，之後才能交付公投。

## 各國實施狀況
在美國，只有由立法機關發起的公民投票，才能被稱為公民投票（referendum）；經由公民提案流程發起的投票，稱為提案（initiative）、投票議案（ballot measure）或公民議案（proposition）。
在紐西蘭，由公民提議的投票，稱為公民提案投票（citizen initiated referendum）。

### 中華民國
孫中山在三民主義中提出的創制，許多學者都認為它就是一種提案，但是在三民主義中，並沒有解釋創制權實際上應該怎麼運作。中華民國憲法中所說的創制，源自三民主義。但在制憲過程中，內涵經過改變與折衷，與孫逸仙所說的創制權不盡相同，與西方提案權較為接近。台灣政治學者，許多人皆認為創制與提案為同義詞。
孫逸仙所著的三民主義中提到：人民應有選舉、罷免、創制、複決的權利。其中選舉與罷免是由人民來決定是否要任用與撤換一位政府公職人員，而創制與複決是由人民來決定一項政策法令是否該成立及推行，還是該廢除或修訂。在這裡，「創制」所指的是制度的提案、草擬、議定及頒布實施，即是由人民直接提出法律，類似於西方直接民主中的「提案」。孫逸仙所說的創制權，在字面意思上是「創造新的法律制度」，是由人民決定好法律，交給政府執行，這是一種管理法律的權力。跟創制權成對出現的，是複決權。孫中山所說的複決權，並不是指公民投票，而是由人民決定修改或廢除某個法律，這也是一種管理法律的權力。在孫中山的設計中，法律訂定是屬於政府的治權之一，為五權，不是由民意機關來執行。人民的選舉、罷免、創制、複決四種政權，只被用來節制政府，但是政府擁有完全的施政權力，為萬能政府。在三民主義的設計中，一般性的法律制定，都交由政府專門人員來制定，不經過議會同意；在孫中山原始設計中，只有縣級的事務，人民可以直接行使創制、複決，但在中央層級，人民不能直接進行創制，但人民可以間接透過國民大會，制定不足的法律（創制），以及否決不想要的法律（複決）。因此，創制、複決兩權，並不是完全像西方的直接民主模式，先由公民提案，之後公民投票決定通過與否。在中央層級，它仍是一種間接民主形式。
中華民國憲法中所稱的創制權，源自三民主義和五權憲法。在三民主義中，並沒有解釋創制權實際上應該怎麼運作，在中華民國法律中只有《國民大會創制複決兩權行使辦法》明確使用創制權，但由於《憲法》中有關國民大會章條文已停止適用，因此現行尚沒有以創制權而產生的憲法條文。但是它的內涵在制憲過程中，已經經過討論與折衷，與西方所謂的提案較為接近，與三民主義中的創制不盡相同。因此台灣政治學者，許多都認為創制權與提案權是同義詞。雖然中華民國憲法保障中華民國國民創制權，但中華民國國民並沒有實際行使該項權力的方式。2003年，立法院通過《公民投票法》，為創制權提供法源依據。第二條中，規定公民投票適用於：
1. 法律之複決。
2. 立法原則之創制。
3. 重大政策之創制或複決。
4. 憲法修正案之複決。【107年（2018年）條文修正後則改為限制“依憲法之複決案”（包含憲法修正案和領土變更案）的公民提出條件和機構，并僅只由立法院提出并由公民進行複決】

在如今中華民國是台灣的憲政制度下，其中創制，相當於西方民主國家的公民提案，但是複決並不完全等同於公民投票，如中華民國憲法在2005年的憲法增修條文修改凍結國民大會職能前就由國民大會行使憲法複決權。但目前沒有成功行使過公民創制權的案例。

## 外部連結
- 「公民投票有：重要投票（plebiscite）、複決（referendum）、創制（initiative）的三種 （页面存档备份，存于）」〈公民投票與議會政治·公民投票的種類〉